# سريتنسك
سريتنسك (بالروسية: Сретенск) هي إحدى مدن روسيا في الكيان الفدرالي الروسي تشيتا أوبلاست.

## المناخ
يظهر الجدول التالي التغييرات المناخية على مدار السنة لسريتنسك:
| البيانات المناخية لـسريتنسك                          | البيانات المناخية لـسريتنسك | البيانات المناخية لـسريتنسك | البيانات المناخية لـسريتنسك | البيانات المناخية لـسريتنسك | البيانات المناخية لـسريتنسك | البيانات المناخية لـسريتنسك | البيانات المناخية لـسريتنسك | البيانات المناخية لـسريتنسك | البيانات المناخية لـسريتنسك | البيانات المناخية لـسريتنسك | البيانات المناخية لـسريتنسك | البيانات المناخية لـسريتنسك | البيانات المناخية لـسريتنسك |
| الشهر                                                | يناير                       | فبراير                      | مارس                        | أبريل                       | مايو                        | يونيو                       | يوليو                       | أغسطس                       | سبتمبر                      | أكتوبر                      | نوفمبر                      | ديسمبر                      | المعدل السنوي               |
| ---------------------------------------------------- | --------------------------- | --------------------------- | --------------------------- | --------------------------- | --------------------------- | --------------------------- | --------------------------- | --------------------------- | --------------------------- | --------------------------- | --------------------------- | --------------------------- | --------------------------- |
| الدرجة القصوى °م (°ف)                                | 0.2 (32.4)                  | 3.1 (37.6)                  | 18.4 (65.1)                 | 27.3 (81.1)                 | 33.6 (92.5)                 | 41.3 (106.3)                | 39.7 (103.5)                | 36.7 (98.1)                 | 31.4 (88.5)                 | 26.7 (80.1)                 | 11.7 (53.1)                 | 2.6 (36.7)                  | 41.3 (106.3)                |
| متوسط درجة الحرارة الكبرى °م (°ف)                    | −22.9 (−9.2)                | −15.2 (4.6)                 | −3.7 (25.3)                 | 8.4 (47.1)                  | 17.8 (64.0)                 | 24.5 (76.1)                 | 26.2 (79.2)                 | 23.4 (74.1)                 | 16.6 (61.9)                 | 6.6 (43.9)                  | −9.2 (15.4)                 | −21.0 (−5.8)                | 4.3 (39.7)                  |
| المتوسط اليومي °م (°ف)                               | −29.2 (−20.6)               | −23.6 (−10.5)               | −12.2 (10.0)                | 1.2 (34.2)                  | 9.8 (49.6)                  | 16.5 (61.7)                 | 19.1 (66.4)                 | 16.3 (61.3)                 | 8.8 (47.8)                  | −0.8 (30.6)                 | −15.8 (3.6)                 | −26.7 (−16.1)               | −3.0 (26.6)                 |
| متوسط درجة الحرارة الصغرى °م (°ف)                    | −34.6 (−30.3)               | −30.7 (−23.3)               | −20.2 (−4.4)                | −5.7 (21.7)                 | 2.0 (35.6)                  | 9.0 (48.2)                  | 13.1 (55.6)                 | 10.7 (51.3)                 | 2.8 (37.0)                  | −6.7 (19.9)                 | −21.3 (−6.3)                | −31.8 (−25.2)               | −9.4 (15.1)                 |
| أدنى درجة حرارة °م (°ف)                              | −50.7 (−59.3)               | −48.6 (−55.5)               | −40.0 (−40.0)               | −24.7 (−12.5)               | −10.2 (13.6)                | −4.0 (24.8)                 | 0.6 (33.1)                  | −2.6 (27.3)                 | −12.5 (9.5)                 | −29.3 (−20.7)               | −41.1 (−42.0)               | −48.4 (−55.1)               | −50.7 (−59.3)               |
| الهطول مم (إنش)                                      | 3.7 (0.15)                  | 3.2 (0.13)                  | 4.7 (0.19)                  | 12.7 (0.50)                 | 27.0 (1.06)                 | 54.9 (2.16)                 | 97.2 (3.83)                 | 84.1 (3.31)                 | 41.9 (1.65)                 | 12.0 (0.47)                 | 8.2 (0.32)                  | 6.2 (0.24)                  | 355.8 (14.01)               |
| متوسط أيام هطول الأمطار (≥ 0.1 mm)                   | 6.0                         | 4.5                         | 4.3                         | 5.4                         | 7.3                         | 11.3                        | 14.2                        | 13.4                        | 9.4                         | 5.3                         | 7.1                         | 8.1                         | 96.3                        |
| متوسط الرطوبة النسبية (%)                            | 73.4                        | 69.3                        | 60.0                        | 46.8                        | 46.6                        | 60.4                        | 68.6                        | 71.4                        | 66.3                        | 61.5                        | 71.2                        | 75.1                        | 64.2                        |
| ساعات سطوع الشمس الشهرية                             | 151                         | 191                         | 246                         | 235                         | 262                         | 261                         | 242                         | 211                         | 193                         | 195                         | 150                         | 120                         | 2٬457                       |
| المصدر: climatebase.ru (1936-2012) June record high) |                             |                             |                             |                             |                             |                             |                             |                             |                             |                             |                             |                             |                             |

## أعلام
- فلاديمير تيتوف